# لزرق السعيد
لزرق السعيد هو لاعب كرة قدم جزائري، ابن مدينة المسيلة بالجزائر وهو من حي 924 مسكن العتيق ولد في 02 اوت 1990 ترعرع في في فريق مولودية الجزائر حيث لعب في كافة أصنافها أصاغر أواسط وأكابر قام بإضافة العديد إلى هذا الفريق حيث تميز بسرعته وخفته في الميدان إضافة إلى الإمكانيات التي يتمتع بها. وبعدها انتقل إلى فريق جمعية وهران ومن ثم إلى اتحاد حجوط إلى وفاق المسيلة حيث يلعب حاليا إذ تاقلم بسرعة مع الفريق وانسجم كليا كل من شاهدوا هذا اللاعب المتميز تنبؤوا له بمستقبل واعد بسبب الإمكانيات الفنية والرياضية التي يتمتع بها وأخلاقه العالية التي يشهد لها الكل.